# Inermipes humphreysi
Inermipes humphreysi is een eenoogkreeftjessoort uit de familie van de Ameiridae. De wetenschappelijke naam van de soort is voor het eerst geldig gepubliceerd in 2002 door Lee & Huys.